# 恒河单极虫
恒河单极虫（学名：Thelohanellus gangeticus）为单极科单极虫属的动物。分布于印度以及浙江、广东、福建、湖北、海南、四川、江西等，营寄生生活，寄生在鳃（鲤、泥鳅）、鳃耙（麦穗鱼）、肾（鲫、泥鳅、乌鳢、斑鳢）、前肠（泥鳅）。